# Aéroport Tompkins d'Ithaca
Le Ithaca Tompkins Regional Airport (code IATA : ITH • code OACI : KITH • code FAA : ITH) est un aéroport à trois miles au nord d'Ithaca.

## Situation et accès

### Carte des aéroports dans l'État de New York
Note: Newark-Liberty n'est pas techniquement situé dans l'État de New York mais figure sur cette carte.

| \| 50 km1:1 725 000 \| Albany Binghamton Buffalo · Niagara Elmira/Corning Ithaca Long · Island LaGuardia Newburgh · Stewart Niagara · Falls Newark JFK Plattsburgh Rochester Syracuse Watertown Westchester |
| 50 km1:1 725 000 |

## Compagnies aériennes et destinations
| Compagnies       | Destinations                                |
| ---------------- | ------------------------------------------- |
| American Eagle   | Charlotte-Douglas, Philadelphie             |
| Delta Connection | Détroit                                     |
| United Express   | Washington-Dulles (reprend le octobre 10th) |

Édité le 09/09/2020

## Trafic
| Rang | Aéroport                   | Passagers   | Transporteurs    |
| ---- | -------------------------- | ----------- | ---------------- |
| 1    | Philadelphie, Pennsylvanie | 32,680      | American Eagle   |
| 2    | Détroit, Michigan          | 27,340      | Delta Connection |
| 3    | Newark, New Jersey         | 26,120 dans | United Express   |